# Batnun
Batnun is een bestuurslaag in het regentschap Timor Tengah Selatan van de provincie Oost-Nusa Tenggara, Indonesië. Batnun telt 2469 inwoners (volkstelling 2010).